# Kottbusser Tor
Kottbusser Tor, Kotti – plac w Berlinie, w Niemczech, w dzielnicy Kreuzberg, w okręgu administracyjnym Friedrichshain-Kreuzberg.  
Na placu znajduje się stacja metra linii U1 Kottbusser Tor.